# Ephrata, Washington
Ephrata (/iːˈfreɪtə/ ee-FRAY-tə) là một thành phố ở Grant County, Washington, Hoa Kỳ. Dân số của thành phố là 7.664 người, theo tổng cuộc điều tra dân số năm 2010. Đây là quận lỵ của quận Grant.

## Lịch sử
Ephrata được chính thức hợp nhất vào ngày 21 tháng 6 năm 1909 và được quận lỵ cho Hạt Grant mới được thành lập khi đó.
Trong lịch sử, việc định cư Ephrata khá gần đây. Không có sự định cư nào được biết đến cho đến năm 1886, chỉ ba năm trước khi những người Washington có được quốc tịch. Người chăn nuôi ngựa Frank Beezley là người đầu tiên định cư gần suối tự nhiên, do đó, khu vực này được gọi là Beezley Springs. Do khí hậu và địa hình không hứa hẹn sẽ giải quyết, toàn bộ khu vực vẫn dân cư thưa thớt cho đến khi một số hành động của quốc hội liên bang, bao gồm Đạo luật cấp đất Bắc Thái Bình Dương, Đạo luật Homestead và Đạo luật Sa mạc, khuyến khích giải quyết sa mạc nửa khô cằn này như khu vực. Ban đầu, Hạt Douglas trải rộng trên toàn bộ lãnh thổ của Big Bend của Sông Columbia. Năm 1909, cơ quan lập pháp bang Washington đã chia nó, tạo ra Hạt Grant. Khi đến lúc trình bày các lập luận cho cơ quan lập pháp tiểu bang về thị trấn nào sẽ là quận lỵ, một người nào đó dường như cố tình say mê đại diện của một cộng đồng đối thủ, và Ephrata đã được chọn.
Người ta thường tin rằng thành phố được đặt tên là Ephrata bởi một người đàn ông làm việc cho Đường sắt Great Northern. Cái tên Ephrata bắt nguồn từ một mô tả Kinh Thánh về một vườn cây ở giữa sa mạc. Nó cũng là tên cổ của thị trấn Bethlehem.
Khu vực này được biết đến vào đầu thế kỷ cho những đàn ngựa hoang dã lớn rong ruổi trên đất liền. Buôn bán ngựa là một yếu tố quan trọng của nền kinh tế địa phương và Ephrata đóng vai trò là khu vực tổ chức cho các cuộc đua ngựa. "Grand Horse Round-up" cuối cùng được tổ chức tại Ephrata vào năm 1906. Ephrata sau đó đã phát triển thành một trung tâm thương mại và dịch vụ cho các trang trại chăn nuôi gia súc và cừu trong khu vực cho đến khi xây dựng Dự án Khai hoang lưu vực Columbia.
Năm 1939, một trong những đường băng dài nhất của bang được xây dựng tại Sân bay Thành phố Ephrata và phục vụ Quân đoàn Không quân Hoa Kỳ cho đến năm 1945, khi cánh đồng được chuyển thành sân bay thương mại. Sân bay và nhà kho vòm đã được sử dụng trong Steven Spielberg 's 1989 phim Always, bộ phim cuối cùng để tính năng Audrey Hepburn.
Ephrata lọt vào tầm ngắm quốc gia trong một phân đoạn trên 60 phút II sau vụ giết Craig Sorger năm 2003 của Evan Savoie và Jake Eakin. Hai bị cáo là những bị cáo trẻ nhất trong lịch sử tiểu bang bị xét xử khi trưởng thành.
Hạt tiện ích công cộng quận Grant có trụ sở chính đặt tại Ephrata.

### Dự án thủy lợi lưu vực Columbia
Bắt đầu vào tháng 7 năm 1918, một số cư dân Ephrata nổi tiếng đã bắt đầu xúc tiến kế hoạch chuyển hướng các vùng nước của sông Columbia để tưới cho vùng đất khô cằn nhưng màu mỡ của đất nước Big Bend. Được gắn nhãn "Đại học Dam", cư dân Ephrata liên tục vận động ở cấp địa phương, tiểu bang và liên bang để thu thập hỗ trợ cho dự án. Tài trợ ban đầu cho đập Grand Coulee được thông qua Cơ quan quản lý công trình công cộng được tạo ra theo lời hứa của Franklin Roosevelt về một " Thỏa thuận mới " vào năm 1933. Tuy nhiên, nước tưới sẽ không được giải phóng khi quốc gia tập trung vào việc kết thúc Thế chiến II trong những năm 1940. Trong thời đại này, nhiệm vụ chính của Grand Coulee Dam là sản xuất điện cho Khu bảo tồn Hanford và sản xuất nhôm, quan trọng đối với sản xuất máy bay quân sự. Khi chiến tranh kết thúc, Dự án trở lại với nhiệm vụ ban đầu, để tưới tiêu cho sa mạc.

### Tăng trưởng dân số
Việc xây dựng Dự án Thủy lợi và hoạt động quân sự đã làm tăng dân số Ephrata lên gấp 8 lần từ năm 1940 đến 1960. Khi các dự án liên bang ngừng hoạt động, thị trấn đã giảm 22% dân số từ năm 1960 đến 1975. Dân số ổn định giữa năm 1975 và 1982, với sự giảm nhẹ giữa năm 1980 và 1990. Thành phố đã chứng kiến sự tăng trưởng dân số ổn định kể từ năm 1990. Dân số hiện tại là 7.664 người.

## Địa lý và khí hậu
Ephrata tọa lạc tại 47°19′1″B 119°32′53″T / 47,31694°B 119,54806°T (47.316971, − 119.548059).
Theo Cục điều tra dân số Hoa Kỳ, thành phố có diện tích tổng cộng 10,09 dặm vuông Anh (26,13 km2), tất cả là đất liền.

Ephrata có khí hậu bán khô hạn (phân loại Köppen). 
| Dữ liệu khí hậu của Ephrata, Washington | Dữ liệu khí hậu của Ephrata, Washington | Dữ liệu khí hậu của Ephrata, Washington | Dữ liệu khí hậu của Ephrata, Washington | Dữ liệu khí hậu của Ephrata, Washington | Dữ liệu khí hậu của Ephrata, Washington | Dữ liệu khí hậu của Ephrata, Washington | Dữ liệu khí hậu của Ephrata, Washington | Dữ liệu khí hậu của Ephrata, Washington | Dữ liệu khí hậu của Ephrata, Washington | Dữ liệu khí hậu của Ephrata, Washington | Dữ liệu khí hậu của Ephrata, Washington | Dữ liệu khí hậu của Ephrata, Washington | Dữ liệu khí hậu của Ephrata, Washington |
| Tháng                                   | 1                                       | 2                                       | 3                                       | 4                                       | 5                                       | 6                                       | 7                                       | 8                                       | 9                                       | 10                                      | 11                                      | 12                                      | Năm                                     |
| --------------------------------------- | --------------------------------------- | --------------------------------------- | --------------------------------------- | --------------------------------------- | --------------------------------------- | --------------------------------------- | --------------------------------------- | --------------------------------------- | --------------------------------------- | --------------------------------------- | --------------------------------------- | --------------------------------------- | --------------------------------------- |
| Cao kỉ lục °F (°C)                      | 61 (16)                                 | 65 (18)                                 | 75 (24)                                 | 94 (34)                                 | 101 (38)                                | 107 (42)                                | 109 (43)                                | 115 (46)                                | 106 (41)                                | 86 (30)                                 | 72 (22)                                 | 63 (17)                                 | 115 (46)                                |
| Trung bình ngày tối đa °F (°C)          | 34 (1)                                  | 42 (6)                                  | 54 (12)                                 | 64 (18)                                 | 73 (23)                                 | 81 (27)                                 | 88 (31)                                 | 88 (31)                                 | 78 (26)                                 | 63 (17)                                 | 45 (7)                                  | 34 (1)                                  | 62 (17)                                 |
| Tối thiểu trung bình ngày °F (°C)       | 22 (−6)                                 | 27 (−3)                                 | 33 (1)                                  | 40 (4)                                  | 48 (9)                                  | 55 (13)                                 | 61 (16)                                 | 60 (16)                                 | 51 (11)                                 | 40 (4)                                  | 30 (−1)                                 | 23 (−5)                                 | 41 (5)                                  |
| Thấp kỉ lục °F (°C)                     | −22 (−30)                               | −24 (−31)                               | 2 (−17)                                 | 22 (−6)                                 | 28 (−2)                                 | 33 (1)                                  | 40 (4)                                  | 36 (2)                                  | 28 (−2)                                 | 8 (−13)                                 | 0 (−18)                                 | −15 (−26)                               | −24 (−31)                               |
| Lượng Giáng thủy trung bình inches (mm) | 0.83 (21)                               | 0.78 (20)                               | 0.75 (19)                               | 0.43 (11)                               | 0.64 (16)                               | 0.51 (13)                               | 0.44 (11)                               | 0.25 (6.4)                              | 0.37 (9.4)                              | 0.47 (12)                               | 1.03 (26)                               | 1.19 (30)                               | 7.69 (195)                              |
| Lượng tuyết rơi trung bình inches (cm)  | 6.1 (15)                                | 2.6 (6.6)                               | 0.6 (1.5)                               | 0 (0)                                   | 0 (0)                                   | 0 (0)                                   | 0 (0)                                   | 0 (0)                                   | 0 (0)                                   | 0.1 (0.25)                              | 2.4 (6.1)                               | 6.3 (16)                                | 18.1 (45.45)                            |
| Nguồn: The Weather Channel              |                                         |                                         |                                         |                                         |                                         |                                         |                                         |                                         |                                         |                                         |                                         |                                         |                                         |

## Dân cư

### Điều tra dân số năm 2010
Theo điều tra dân số  năm 2010, có 7.664 người, 2.856 hộ gia đình và 1.915 gia đình cư trú trong thành phố. Mật độ dân số là 759,6 người trên dặm vuông (293,3/km2). Có 3.086 nhà ở với mật độ trung bình là 305,8 trên dặm vuông (118,1/km2). Thành phần chủng tộc của thành phố là 84,1% da trắng, 0,8% người Mỹ gốc Phi, 1,1% người Mỹ bản địa, 1,3% người châu Á, 0,1% người đảo Thái Bình Dương, 9,5% từ các chủng tộc khác và 3,1% từ hai chủng tộc trở lên. Người gốc Tây Ban Nha hoặc La tinh thuộc bất kỳ chủng tộc nào chiếm 16,7% dân số.
Có 2.856 hộ gia đình trong đó 36,1% có con dưới 18 tuổi sống chung với họ, 49,6% là vợ chồng sống chung, 12,6% có chủ hộ là nữ không có chồng, 4,8% có chủ hộ nam không có vợ và 32,9% là những người không phải là gia đình. 28,7% tất cả các hộ gia đình được tạo thành từ các cá nhân và 12,7% có người sống một mình từ 65 tuổi trở lên. Quy mô hộ trung bình là 2,57 và quy mô gia đình trung bình là 3,14.
Độ tuổi trung bình trong thành phố là 34,7 tuổi. Với 27,4% cư dân dưới 18 tuổi; 9,4% ở độ tuổi từ 18 đến 24; 25% là từ 25 đến 44; 23,6% là từ 45 đến 64; và 14,6% là từ 65 tuổi trở lên. Trang điểm giới tính của thành phố là 49,7% nam và 50,3% nữ.

### Điều tra dân số năm 2000
Theo điều tra dân số năm 2000, thành phố có 6.809 người, 2.561 hộ gia đình và 1.776 gia đình cư trú trong thành phố. Mật độ dân số là 683.0 người trên mỗi dặm vuông (263,6 / km²). Có 2.788 đơn vị nhà ở với mật độ trung bình 279,7 trên mỗi dặm vuông (108,0 / km²). Thành phần chủng tộc của thành phố là 90,64% da trắng, 0,40% người Mỹ gốc Phi, 0,71% người Mỹ bản địa, 0,72% người châu Á, 0,12% người dân đảo Thái Bình Dương, 5,32% từ các chủng tộc khác và 2,10% từ hai chủng tộc trở lên. Người gốc Tây Ban Nha hoặc La tinh thuộc bất kỳ chủng tộc nào chiếm 10,30% dân số.
Có 2.561 hộ gia đình trong đó 35,8% có con dưới 18 tuổi sống chung với họ, 54,5% là vợ chồng sống chung, 10,7% có chủ hộ là nữ không có chồng và 30,7% không có gia đình. 27,1% tất cả các hộ gia đình được tạo thành từ các cá nhân và 13,7% có một người sống một mình từ 65 tuổi trở lên. Quy mô hộ trung bình là 2,56 và quy mô gia đình trung bình là 3,09.
Ở thành phố, sự phân bố tuổi của dân số cho thấy 28,9% ở độ tuổi 18, 8,0% từ 18 đến 24, 26,9% từ 25 đến 44, 20,1% từ 45 đến 64 và 16,1% ở độ tuổi 65 hoặc lớn hơn. Độ tuổi trung bình là 36 tuổi. Cứ 100 nữ thì có 97,6 nam. Cứ 100 nữ từ 18 tuổi trở lên, có 94,5 nam.
Thu nhập trung bình cho một hộ gia đình trong thành phố là 35.060 $ và thu nhập trung bình cho một gia đình là 43.500 $. Nam giới có thu nhập trung bình là $ 38,571 so với 26,320 $ cho nữ giới. Thu nhập bình quân đầu người của thành phố là 17.929 $. Khoảng 8,7% gia đình và 12,9% dân số sống dưới mức nghèo khổ, bao gồm 16,0% những người dưới 18 tuổi và 10,0% những người từ 65 tuổi trở lên.

## Trường học

### Trường tiểu học
- Trường tiểu học Columbia Ridge
- Cấp tiểu học

### Trường trung cấp
- Trường trung cấp Parkway

### Trường trung học cơ sở
- Trường trung học Ephrata

### Trường tư thục
- Trường Kitô giáo cuộc sống mới
- Trường công giáo St. Rose Of Lima

### Trường trung học
- Trường trung học Ephrata
- Trường trung học thay thế Sage Hills

## Vận tải
- Ephrata (trạm Amtrak)
- Sân bay thành phố Ephrata

## Người nổi tiếng
- Ken Dow, cầu thủ bóng đá chuyên nghiệp người Mỹ
- Thomas Jesse Drumheller, luật sư và chủ trang trại cừu
- Shane Johnson, diễn viên
- Robert K. Preston, phi công trực thăng và thủ phạm của sự cố máy bay trực thăng Nhà Trắng năm 1974
- Bobby Rich, đài phát thanh [12]
- Gavin Seim, nhà hoạt động chính trị và nhà làm phim [13]
- Craig Sorger, nạn nhân giết người [14]
- Phường Baxter, neo tin tức truyền hình [15]
- Jim Wickwire, vận động viên leo núi và luật sư [16]